# Corythalia roeweri
Corythalia roeweri là một loài nhện trong họ Salticidae.
Loài này thuộc chi Corythalia. Corythalia roeweri được Otto Kraus miêu tả năm 1955.